# Biológiai indikátorok
A biológiai indikátorok (más néven bioindikátorok) olyan természetes élő szervezetek – akár egy faj vagy közösség (növények, állatok, planktonok, mikrobák) –, amelynek különböző életfunkciói, azok állapota erősen függenek a környezet egészségi állapotától, illetve az adott környezeti tényezőktől (pl. szennyeződés, ásványianyag-tartalom, kémhatás), ezáltal az ökoszisztéma egészségi állapotának monitorozására, felmérésére használhatók. Ezen kívül fontos eszközök a környezetben bekövetkező pozitív és negatív irányú változások kvalitatív kimutatásában, valamint ezek későbbi, társadalomra gyakorolt hatásainak meghatározásában.

## Bioindikátorok ismérvei
Minden élő szervezet ingerekkel reagál a környezet változásaira. Tűrőképességük alapján megkülönböztetünk szűk- és tágtűrésű élőlényeket, melyek az időben és térben változó környezeti tényezők megváltozására különbözőképpen és eltérő mértékben reagálnak.
Azok a fajok lehetnek megfelelő bioindikátorok, melyek az alábbi, ökológusok által meghatározott kritériumok, illetve tulajdonságok közül egyszerre több jellemzővel is rendelkeznek.
| Jó indikátor képességek                            | Mérhető reakciót ad (érzékeny a változásokra és a különféle stresszre, de a halandóság nem jellemző rá és nem halmozza fel közvetlenül a szennyező anyagokat a környezetéből) |
| Jó indikátor képességek                            | Az adott reakció a teljes populáció/biológiai közösség/ökoszisztéma válaszát tükrözi                                                                                          |
| Jó indikátor képességek                            | A válaszadás a szennyezettség vagy a degradáció mértékével arányosan történik                                                                                                 |
| Nagyszámú és gyakori                               | Megfelelő populációsűrűség az adott területen (ritka fajok nem alkalmasak az ilyen vizsgálatokhoz)                                                                            |
| Nagyszámú és gyakori                               | Gyakori, beleértve a vizsgálni kívánt területen belüli eloszlását is |
| Nagyszámú és gyakori                               | Viszonylag stabil populáció a mérsékelt éghajlati és környezeti változékonyság ellenére is                                                                                    |
| Jól tanulmányozott                                 | Ökológiai és életciklusuk is jól ismert |
| Jól tanulmányozott                                 | Rendszertanilag stabil és jól dokumentált faj |
| Jól tanulmányozott                                 | Vizsgálata egyszerű és olcsó |
| Gazdaságilag és üzleti szempontból is fontos fajok | Azok a fajok, amelyek már más célból is begyűjtésre kerültek |
| Gazdaságilag és üzleti szempontból is fontos fajok | Azon fajok, melyek ismertek és nagy a közérdeklődés irántuk |

A bioindikátorok vizsgálatának három fő funkcióját különböztetjük meg:
1. Környezet monitorozása (fizikai és kémiai változások)
2. Ökológiai folyamatok monitorozása
3. Biodiverzitás vagy annak változásainak megfigyelése

A bioindikátorok és azok vizsgálati eszközként való alkalmazásából származó előnyök:
- Egyszerűen meghatározható segítségükkel a biológiai hatás
- Jól nyomon követhető rajtuk keresztül a különböző szennyezők élőlényekre gyakorolt szinergetikus és antagonista hatása
- Kimutatható velük, hol halmozódnak fel a szennyező, illetve toxikus anyagok az ökológiai rendszerben
- Korai stádiumú diagnózis állítható fel, valamint figyelemmel kísérhető alkalmazásukkal a toxinok növényekre és emberekre gyakorolt káros hatása
- Gyakoriságuk következtében könnyen számszerűsíthetők a vizsgálati eredmények
- Költséghatékony (gazdaságilag életképes), gyors és egyszerű a bionindikátorokon alapuló módszer a hasonló, speciális (fizikai, kémiai) mérési módszerekhez képest[1][3]

## Bioindikátorok típusai

### A) Jelzőfajok
A jelzőfajok olyan szűktűrésű indikátorok, amelyek bizonyos környezeti tényezők hatását előfordulásukkal vagy hiányukkal jelzik. Lehetnek pozitív vagy negatív indikátorok.
Negatív indikátorok a szervezet károsodásával, egyedszám-csökkenéssel, esetleg eltűnésükkel jelzik a környezeti tényezők megváltozását, ezzel szemben a pozitív indikátorok megjelenésükkel vagy tömeges elszaporodásukkal reagálnak a környezeti hatásokra. Társulások esetében a fajösszetétel, a diverzitás változásából következtethetünk valamely környezeti paraméter megváltozására. A tágtűrésű fajok a környezet változását szélesebb tartományban jelzik reakciójuk vagy kémiai összetételük megváltozásával.

### B) Monitorfajok
Az aktív monitoringban alkalmazott élőlényeket két csoportba oszthatjuk az alapján, hogy adott környezeti tényező szennyezésére külső, jól látható elváltozással vagy bizonyos anyagoknak saját szervezetükben történő felhalmozásával válaszolnak. Ez alapján lehetnek reakciós vagy hatásindikátorok, illetve akkumulációs indikátorok.
- A reakciós vagy hatásindikátorok közé tartozó élőlények valamely környezeti tényező szennyeződésére adott külső és jól látható elváltozással reagálnak (pl. levélfoltosodással), segítségükkel a szennyeződés mennyiségi és minőségi meghatározásra alkalmasak.[4][8]
- Az akkumulációs indikátorok a méreganyagokat, szennyeződéseket bizonyos mértékig károsodás nélkül fel tudják halmozni a szervezetükben (különböző szövetekben, testrészeikben vagy szerveikben). Például a tűlevelű fás szárú növények a leveleikben, ágaikban, évgyűrűikben, a rákfélék a héjukban, a rovarlárvák a szöveteikben, továbbá néhány emlős a szerveiben, úgymint agy, vesék, lép és máj.[4][8]

## A leggyakoribb bioindikátorok és azok gyakorlati alkalmazása

### Növényindikátorok
Az utóbbi évtizedekben, az iparosodás és az urbanizáció terjeszkedésével a vízszennyezések problémája is súlyosbodott, ezért egyre nagyobb hangsúly helyeződött az élő környezet monitorozására az édesvizekben éppúgy, mint az óceánokban. A tengeri növények helyhez kötöttségük miatt gyorsan egyensúlyba kerülnek a természeti környezetükkel, ezáltal értékes információt hordoznak az óceáni környezetről, illetve annak változásairól. A növények kitűnő bioindikátorok, mivel nagyon érzékenyen reagálnak a környezeti stresszre, így általuk a környezetben bekövetkező minimális változások könnyen és gyorsan azonosíthatók. Nem csak a vizekben, de a talajban és a levegőben is remekül jelzik a szennyeződések megjelenését. Általánosan alkalmazott, fontos bioindikátor szervezetek:
- Algák: Könnyű tesztelhetőségük miatt széles körben alkalmazzák, elsősorban laboratóriumi tesztek során a vizek pH-értékét befolyásoló vegyi anyagok vagy az ipari területekről kibocsátott nehézfémek következtében bekövetkező változások kimutatására.[7][9] A kékalga fajok például a nitrogén- és foszforvegyületek bemosódása miatt elszaporodnak, ezzel jelzik az eutrofizáció felgyorsulását.
- Zuzmók: Gyakrabban alkalmazzák őket passzív monitoring esetében negatív indikátorokként.[6] Mivel nem rendelkeznek kutikulával (a szennyezések akadálytalanul bejutnak a szervezetükbe) és kiválasztásra sincs lehetőségük, ezért vizsgálatuk előnye, hogy a levegőben jelenlévő káros anyagokat könnyen akkumulálják szervezetükben.[7] Főként levegőminőség vizsgálatoknál használják őket, a környezet savasodását kifejezetten jól jelzik. Továbbá a toxikus elemek (Cd, Cr, Cu, Ni, Zn, Pb) és gázok (NO2 vagy SO2) kimutatására is alkalmasak.[7][10]
- Mohák: A tőzegmohák (Sphangnum) kiváltképp jól jelzik a környezet alacsony pH-ját (savasodását).[11]
- Magasabb rendű növények
  - Reakciós- vagy hatásindikátor növények
    - Dohány: a légkör legalsó rétegében, a troposzférában megjelenő ózonterhelést jelölheti.[7]
    - Nagy csalán (Urtica dioica): pozitív indikátorfaj, elszaporodása a talaj nitrogén-dúsulását jelzi.[6][7]
    - Több szennyező együttes kimutatására alkalmas növények:
      - Pinto bab (Phaseolus vulgaris Pinto csoport): ózon és nitrogénoxid keveredésére érzékeny csoport.
      - Apró- vagy kis csalán (Urtica urens): ózon és a PAN (peroxi acetil nitrát) keverékére, illetve ilyen típusú szennyezésre érzékeny.[6][7]
      - Vörös here (Trifolium pratense): akkor mutat reakciót, ha az ózon SO2-vel együtt van jelen a levegőben.[7]

  - Akkumulációs indikátorok:
    - Lombhullató és a tűlevelű fák: leveleikben, faágaikban és évgyűrűikben akkumulálódnak a szennyező anyagok. A fa különböző szövetének megvizsgálása szintén fontos információkat nyújthat a fás szárú növények törzsében feldúsult különböző anyagokról.[7]
    - Dohány: a légkör legalsó rétegében, a troposzférában megjelenő ózonterhelést jelölheti.[7]
    - Nagy csalán (Urtica dioica): pozitív indikátorfaj, elszaporodása a talaj nitrogén-dúsulását jelzi.[6][7]

### Bioindikátor állatok
Az állatok bioindikátorként való alkalmazása elsősorban akkor előnyös, amikor idő- és térbeli információk nyomon követésére egyaránt szükségünk van. Az állatok populációjukban bekövetkező változások révén jelezhetik az ökoszisztémát ért káros hatásokat, szennyezéseket. Ezek megnyilvánulhatnak a populációt alkotó egyedek összetételbeli és/vagy a populáció sűrűségben jelentkező változásokban, amik a táplálékláncban bekövetkező változások – az állatok és a táplálékforrás arányának eltolódása – révén negatív hatással lehetnek az ökoszisztémára. Az indikátor állatfajok szöveteiben felhalmozott mérgező anyagok vizsgálata segíthet továbbá azok mennyiségi meghatározásában is, ezáltal közvetlen információ nyerhető az ökoszisztéma egészségi állapotáról.

#### Alacsonyabb rendű (gerinctelen) állatok:
A gerinctelen állatokat számos pozitív tulajdonságuk (pl.: a laboratóriumi könnyű megkülönböztethetőség, korlátozott mozgási képesség, legalább 1 éves élettartam, valamint az, hogy az ökológiai állapot integrálói) teszi a vízgyűjtő területek egészségének kitűnő mutatóivá.
Tengeri korall: az egyik legérzékenyebb tengeri élőlény, érzékenyen reagál a vízhőmérséklet, a vízmélység változásaira és a víztisztaságra, de a fény mennyisége is hatással van rá.
Kagylók: a vizek nehézfém szennyezettségére, illetve a környezet savasodására képes figyelmeztetni.
Férgek és csigák: akkumulációs indikátorok, különböző nehézfémeket halmoznak fel. A gyűrűsféreg a talaj szennyeződéseinek kimutatásra alkalmas indikátor állat.
Rovarok: szoros kölcsönhatásban élnek a környezetükkel, ezáltal a víz és a levegő szennyezettségének, a talajminőség és az ökoszisztéma általános állapotáról egyaránt képesek információt nyújtani. Az álkérészek például az oxigén mennyiségét segítik kimutatni a folyóvizekben. A méhek és pillangók bizonyos környezetekben képesek meghatározni a növények egészségi állapotát, de a méhek segítségével, az általuk gyűjtött mézből, virágporból, vagy akár a méhek testének vizsgálatával az ipari (főleg nehézfémek), mezőgazdasági (elsősorban peszticidek) vagy akár radioaktív terheléseket és szennyeződéseket is ki lehet mutatni.

#### Magasabb rendű állatok (gerincesek):
Halak: a víz, mint élőhely szempontjából kiemelkedő indikátor csoport, a víz pH-járól, hőmérsékletéről, oxigénellátottságáról, oxigén és termikus rétegződéséről, trofikus állapotáról, szennyezettségéről és ökológiai változásairól is információt adhatnak. Továbbá a különböző (pl. ipari) szennyeződéseket is megmutatják; jó nehézfém-felhalmozási (pl. Cd, Cu, Zn, Fe, Hg) képességgel bír például a lazac és a kúszógéb.
Kétéltűek: A békák sokkal érzékenyebbek a környezeti változásokra, mint más élőlények. Ebihal formában a vizek szennyezésére utalnak, míg kifejlett egyedként vizes bőrükön keresztül könnyen felszívódhatnak a különböző szennyező anyagok. A Barlangi vakgőte (Proteus anguinus), – mint általában a barlangi élőlények – a mikroklíma mellett érzékeny a víz megfelelő minőségére, hőmérsékletére és a barlang páratartalmára is.
Madarak: a levegőszennyezés indikátorai, ezen kívül információt nyújthatnak az adott élőhely általános állapotáról is. Ezenfelül a madártojások a talajszennyeződésről nyújthatnak Információt azáltal, hogy rovarirtó szerek (pl. DDT) vagy higany (Hg) jelenlétében vékonyabbá válhatnak a tojáshéjak. A Vöröskokárdás harkály (Leuconotopicus borealis) az őserdők állapotát és a fák mennyiségét jelzik, míg a szarka (Pica pica), a héja (Accipiter gentilis) vagy a macskabagoly (Strix aluco) csontjaikban, tollaikban, májukban és veséjükben nehézfémeket, illetve zsírszövetükben pedig klórozott szénhidrogéneket tudnak felhalmozni.
Emlősállatok
Az emlősállatok közül a vadonélők alkalmasak biomonitoringra, mivel egészségük kizárólag a levegő, valamint az általuk elfogyasztott víz, illetve táplálék (flóra és fauna) minőségétől függ, melyek a közvetlen élőhely szennyezettségét tükrözik. Ezáltal egy esetleges szennyezés közvetett módon befolyásolja az emlősök egészségét. Az emlősállatok képesek felhalmozni szervezetükben olyan nyomelemeket, melyek általában nem mérhetők más szervezetben (például a növényekben). Az emlősállatoknak hosszú élettartamuk miatt relatíve hosszabb a kitettségük a káros környezeti hatásoknak, ezért a rajtuk végzett vizsgálatok eredményei a (szintén az emlősökhöz tartozó) emberekre vonatkoztatva is nagyfokú érvényességgel bírnak.
Rágcsálók: például a pocoknyúl, a mezei nyúl vagy az ürge segít meghatározni, hogy a talajadottságok változása (vízvisszatartás-, tápanyagváltozás) hogyan befolyásolja a növénydiverzitást adott (akár mezőgazdasági) területen.
Nagyobb testű emlősök közül az alábbi fajok segítségével az ökoszisztéma egészségének állapota és diverzitása jól nyomon követhető:
- nyílt gyepeken, szavannákon: a prérifarkas (Canis latrans), a pettyes szarvas (Axis axis) és a nilgau antilop (Boselaphus tragocamelus),
- erdős területeken: az őz (Capreolus capreolus),
- magasabban fekvő hegyvidéki élőhelyeken: a zerge (Rupicapra rupicapra),
- északi, sarkvidéki régiókban: a jávorszarvas (Alces alces), a rénszarvas (Rangifer tarandus) és a grizzly medve.[12][13]